# Dynodorcus antaeus
Dynodorcus antaeus es una especie de coleóptero de la familia Lucanidae.

## Distribución geográfica
Habita en Asia.